# Magnum (musikgrupp)
Magnum var en brittisk musikgrupp bildad 1972 i Birmingham av gitarristen och låtskrivaren Tony Clarkin och sångaren Bob Catley, vilka var de enda kvarvarande aktiva originalmedlemmarna som var själva kärnan i bandet. Tony Clarkin avled 7 januari 2024, och Bob Catley meddelade 7 mars samma år att Magnum lades ned.

## Historia
De första åren började medlemmarna att spela cover låtar på klubben The Rum Runner i Birmingham. 1977 fick Magnum vara förband till Judas Priest och 1978 släppte gruppen sitt debutalbum "Kingdom Of Madness" vilket ledde till en 58:e plats på den brittiska albumlistan. Det flitiga turnerandet fortsatte tillsammans med Whitesnake, Blue Öyster Cult, Krokus, UFO, Def Leppard, Tygers of Pan Tang och Ozzy Osbourne. Det tredje studioalbumet "Chase The Dragon" lyckades hamna på brittiska albumlistans 17:e plats. Men efter det fjärde studioalbumet "The Eleventh Hour" var relationen med skivbolaget Jet så dålig att Magnum lämnade och var en tid utan skivkontrakt. 
Magnum blev ett dynamiskt liveband och spelade melodisk, hård rock med symfoniska och pompösa inslag, och deras stil kunde liknas vid Styx, Queen och Kansas, dock med starkare betoning på melodiska och inte lika särpräglat progressiva låtar som de nämnda banden. Dock kan de fyra första albumen ses som mer utpräglad progressiv framtoning. Med en ny manager, Keith Baker, och ett nytt skivkontrakt släpptes "On a Storytellers Night" 1985, och bandet fann sin stil där man tydligt märkte de starka melodierna, med en lätt progressiv, symfonisk framtoning. Samma år fick Magnum inleda Monsters of Rock i Castle Donington.
Med skivbolaget Polydor släpptes albumet "Vigilante" 1986 som producerades av Roger Taylor och spelades in i Queens studio i Montreux. Ett genombrott i Sverige kom med singeln "When the world comes down" som hamnade på den svenska Tracks-listan. Magnum spelade för första gången i Sverige 21 november 1986 på Eriksdalshallen i Stockholm, och har vid flera tillfällen spelat i Sverige, och vid sidan av Storbritannien och Tyskland har de förmodligen sin största skara fans i Skandinavien. Magnums största kommersiella framgång fick de med det efterföljande studioalbumet "Wings of Heaven" (1988), som nådde den brittiska albumlistans femte plats och blev tvåa i Sverige.  De spelade då inför en större publik i inomhusarenor, som t.ex. Hammersmith Odeon.
Tony Clarkin har från första plattan "Kingdom Of Madness" skrivit bandets alla låtar, förutom fem låtar på "Goodnight L.A." från 1990, som skrevs tillsammans med olika kompositörer, som Russ Ballard och Jim Vallance.  Skivan producerades av Keith Olsen och spelades in i Los Angeles. Skivbolaget Polydor ville att Magnum skulle slå kommersiellt även i USA, men succén uteblev. Det slutade med att "Goodnight L.A." inte ens släpptes i USA.
Från och med albumet "Sleepwalking" (1992), har Clarkin också producerat deras album. Clarkin har som nämnts skrivit i princip allt material, och återkommande teman är antikrigs-låtar liksom hungersnöd och liknande missförhållande. Värt att notera är att som de flesta rockband har de ej tagit någon som helst aktivt politiskt ställningstagande. 1993 spelade Magnum in akustiska och nyarrangerade versioner av ett dussin av deras låtar och släppte "Keeping the Nite Light Burning".
Studioplattan "Rock Art" släpptes 1994 på EMI, och blev den sista med den långlivade och framgångsrika Clarkin, Catley, Wally Lowe, Mark Stanway och Mickey Barker-konstellationen (1985–1995). Magnum hade en avslutningsturné vintern 1995, vilken resulterade i livealbumet "Stronghold/The Last Dance".
Clarkin och Catley släppte två studioalbum under namnet Hard Rain, men de gav inte några kommersiella framgångar. Catley satsade istället på en solokarriär, och släppte soloalbum där han samarbetade med Gary Hughes från gruppen Ten. Catley blev även en av sångarna i Avantasia.
2002 började Clarkin och Catley samarbeta igen, och tillsammans med Mark Stanway, släppte Magnum albumet "Breath of Life". Samma år spelade Magnum för första gången på Sweden Rock Festival, och har återkommit till festivalen flera gånger genom åren och fortsatt ge ut plattor och turnera regelbundet.
2016, i slutet under pågående turné, valde Stanway att lämna bandet, och ersattes av keyboardisten Rick Benton. Stanway hade året tidigare publicerat sin bok "Close to the Mark" och skapade under 2018 hyllningsbandet Kingdom of Madness, tillsammans med de före detta Magnum-medlemmarna Mickey Barker och Richard Bailey. 
Studioalbumet "The Monster Roars" släpptes i januari 2022, och de firade 50 år som band med turné.Magnum har byggt upp en mycket trogen skara fans, som följt hela deras varierade och omfångsrika karriär. I januari 2024 släpptes albumet "Here Comes The Rain", vilket blev deras sista inspelade album med Tony Clarkin som avled 7 januari 2024.
I september 2024 meddelade Catley att han var sugen på att uppträda med Magnum-låtar igen, och planerade att göra konserter 2025.

## Medlemmar
Senaste medlemmarna
- Bob Catley – sång (1972–1995, 2002–2024)
- Dennis Ward – basgitarr (2019–2024)
- Rick Benton – keyboard (2016–2024)
- Lee Morris – trummor (2017–2024)
- Tony Clarkin – sologitarr, sång (1972–1995, 2002–2024, död 2024)

Tidigare medlemmar
- Kex Gorin – trummor, percussion (1972–1984; död 2007)
- Bob Doyle – basgitarr (1972)
- Dave Morgan – basgitarr, sång (1972–1975)
- Colin "Wally" Lowe – basgitarr, sång (1975–1995)
- Richard Bailey – keyboard, flöjt, sång (1973–1974, 1976–1980)
- Mark Stanway – keyboard (1980–1984, 1985–1995, 2002–2016)
- Jim Simpson – trummor, percussion (1984–1985)
- Mickey Barker – trummor, percussion (1985–1995)
- Al Barrow – bass guitar, sång (2002–2019)
- Jimmy Copley – trummor, percussion (2005–2007; död 2017)
- Harry James – trummor, percussion (2002–2005, 2007–2017)

Turnerande medlemmar
- Les Kitcheridge – gitarr, sång (1972)
- Grenville Harding – keyboard (1980)
- Robin George – rytmgitarr (1983)
- Eddie George – keyboard (1984–1985)
- Laurence Archer – sologitarr (1984; vikarierade för Tony Clarkin)

## Diskografi
Studioalbum
- Kingdom of Madness (1978)
- Magnum II (1979)
- Chase The Dragon (1982)
- The Eleventh Hour (1983)
- On a Storyteller's Night (1985)
- Vigilante (1986)
- Wings Of Heaven (1988)
- Goodnight L.A. (1990)
- Sleepwalking (1992)

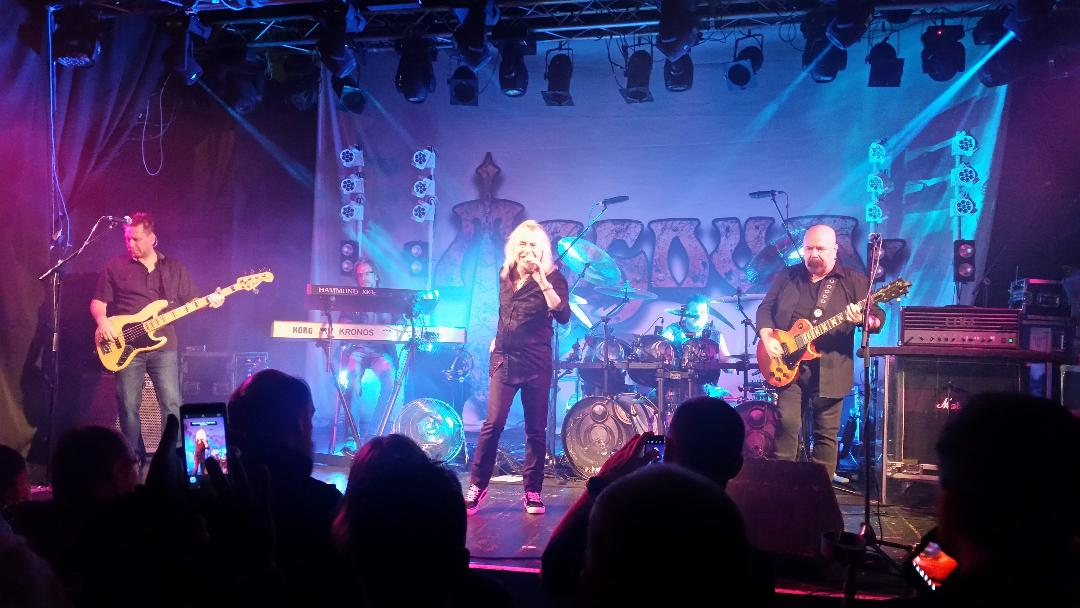
Magnum live 2018.

- Keeping The Nite Light Burning (1993)
- Rock Art (1994)
- Breath Of Life (2002)
- Brand New Morning (2004)
- Princess Alice And The Broken Arrow (2006)
- Into the Valley of The Moonking (2009)
- The Visitation (2011)
- On the 13th day (2012)
- Escape from the Shadow Garden (2014)
- Sacred Blood Divine Lies (2016)
- Lost on the Road to Eternity (2018)
- The Serpent Ring (2020)
- The Monster Roars (2022)
- Here Comes The Rain (2024)

Livealbum
- Marauder (1980)
- Invasion Live [Inspelad 1982] (1989)
- The Spirit (1991)
- Stronghold/The Last Dance (1996)
- Days of Wonder [Inspelad 1976] (2000)
- The River Sessions [Inspelad 1985] (2005)
- Wings of Heaven Live [Inspelad 2007] (2008)
- Escape from the Shadow Garden Live 2014 (2014)

Samlingsalbum
- Anthology (1986)
- Mirador (1987)
- Foundation (1990)
- Archive (1993)
- Chapter & Verse (1993)
- Road to Paradise (1998)
- Long Days, Black Nights (2002)
- The Gathering (2010)
- Evolution (2011)
- The Valley of Tears - The Ballads (2017)

Singlar/EP (topp 100 på UK Singles Chart)
- Magnum Live (EP) (1980) (#47)
- "Just Like An Arrow" (1985) (#83)
- "Lonely Night" (1986) (#70)
- "Midnight (You Won't Be Sleeping)" (1986) (#91)
- "When The World Comes Down" (1987) (#96)
- "Days Of No Trust" (1988) (#32)
- "Start Talking Love" (1988) (#22)
- "It Must Have Been Love" (1988) (#33)
- "Rockin' Chair" (1990) (#27)
- "Heartbroke And Busted" (1990) (#49)